# Goslarit
Goslarit (Haidinger, 1845), chemický vzorec ZnSO4·7H2O (síran zinečnatý), je kosočtverečný minerál.
Nazván podle naleziště v Rammelsbergu u Goslaru v Německu.

## Původ
Druhotný minerál v oxidační zóně zinkových rud.

## Morfologie
Většinou krápníky, kůry, práškovité, zrnité nebo vláknité agregáty. Krystaly tvoří vzácně.

## Vlastnosti
- Fyzikální vlastnosti: Tvrdost 2 – 2,5 (lze rýpat nehtem), hustota 2 g/cm³, štěpnost dokonalá podle {010}, lom lasturnatý.
- Optické vlastnosti: Barva: bezbarvý, bílá, žlutobílá, namodralá, nazelenalá. Lesk skelný, průhlednost: průhledný až průsvitný, vryp bílý.
- Chemické vlastnosti: Složení: Zn 22,74 %, S 11,15 %, O 61,20 %, H 4,91 %. Rozpustný ve vodě. Před dmuchavkou se netaví, žíháním žloutne.

## Podobné minerály
epsomit, morenosit, alunogen, halorichit aj.

## Naleziště
Řídký výskyt:
- Slovensko – Smolník, Banská Štiavnica
- Německo – Rammelsberg, Freiberg, Altenberg
- Švédsko – Falun
- Francie;
- Španělsko;
- a další.